# Mario Berlinguer
(Mario Berlinguer)
Mario Berlinguer (pronuncia Berlinguèr; Sassari, 11 marzo 1891 – Roma, 6 luglio 1969) è stato un avvocato, giornalista, politico e antifascista italiano, padre di Enrico e Giovanni Berlinguer.

## Biografia

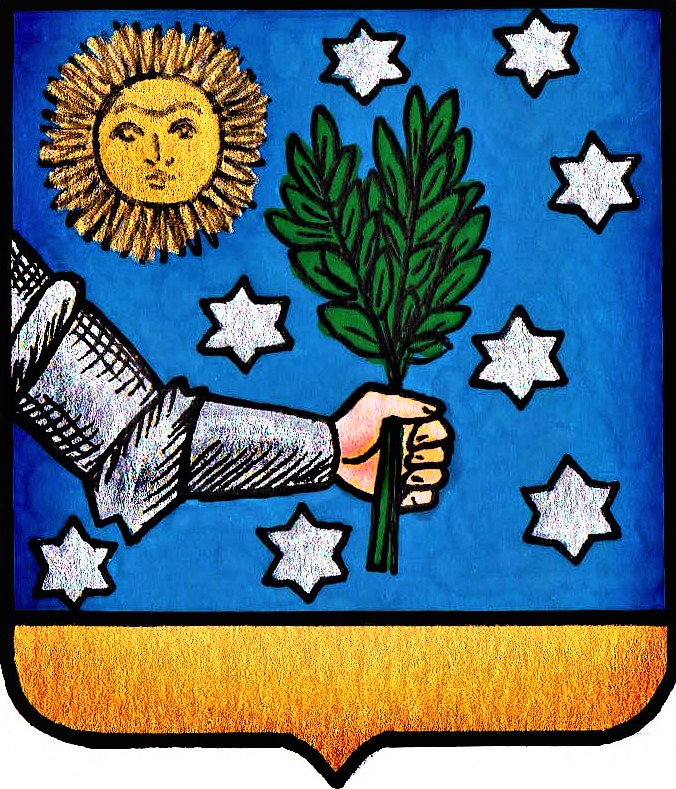
Stemma della famiglia Berlinguer tratto dall'Annuario della nobiltà italiana

Mario Berlinguer (a sinistra) con la moglie Maria Loriga e un sacerdote.

Figlio dell'esponente repubblicano Enrico Berlinguer, nacque da famiglia sarda alla quale Vittorio Amedeo III re di Sardegna aveva concesso i titoli di "cavaliere" (ai maschi) e di "nobile" (maschi e femmine), con trattamento di Don e di Donna, per concessione a Giovanni e Angelo Ignazio Berlinguer del 29 marzo 1777.
Berlinguer entrò giovanissimo nella politica sassarese, aderendo ai gruppi repubblicani, collaborò con il quotidiano La Nuova Sardegna, di cui il padre era stato tra i fondatori e con altre testate nazionali. Nel 1913 si laureò in giurisprudenza e cominciò a esercitare la professione di avvocato. Favorevole all'entrata in guerra nella prima guerra mondiale, fu volontario al fronte, come ufficiale di fanteria.
Nel primo dopoguerra, ostile al movimento fascista, si candidò alla Camera dei deputati (1924) e fu eletto nelle liste dell'opposizione costituzionale. Fu iniziato alla massoneria, il 25 ottobre 1924, nella loggia Giovanni Maria Angioy di Sassari, all'obbedienza del Grande Oriente d'Italia e vi militò sino allo scioglimento, operato il 22 novembre dell'anno dopo, a seguito dell'approvazione della legge fascista che vietava l'attività di ogni loggia massonica sul territorio italiano.
L'8 novembre 1924, insieme con Giovanni Amendola, fu tra i fondatori dell'Unione democratica nazionale, un'associazione politica in rappresentanza di quei principi di libertà e di democrazia, "fondamento dell'Unità d'Italia e delle lotte risorgimentali, prevaricati e perseguitati dall'insorgente regime fascista".
Dopo la soppressione di tutti i partiti democratici (6 novembre 1926), Berlinguer si ritirò a vita privata, pur mantenendo rapporti con gli ambienti antifascisti. Nel 1943 diresse cinque numeri del giornale sardista Avanti Sardegna, in cui si invitava l'esercito a rivolgere le armi contro le forze tedesche e poi aderì al Partito d'Azione.
Nel periodo successivo alla svolta di Salerno (aprile 1944) e la composizione di un governo transitorio con la partecipazione dei rappresentanti del CLN (secondo governo Badoglio), Berlinguer fu per brevissimo tempo (2-16 giugno 1944) commissario aggiunto all'epurazione. Indi, nella veste di Alto Commissario aggiunto per la punizione dei delitti, impresse il primo indirizzo per la riapertura del processo per il delitto Matteotti, rappresentò l'accusa nel processo contro Mario Roatta per l'omicidio di Carlo e Nello Rosselli e fu rappresentante dell'accusa anche nel processo contro Pietro Caruso. 
Nominato nel 1945 alla Consulta Nazionale, fu vicepresidente della Commissione giustizia. Il 26 aprile 1945, come primo atto governativo del Comitato di Liberazione Nazionale, Berlinguer firmò l'abolizione della legge mussoliniana della socializzazione dell'economia.
Dopo lo scioglimento del Partito d'Azione, aderì al Partito Socialista Italiano, nelle cui file fu senatore, dal 1948 al 1953 e deputato, dal 1953 al 1968. Fu tra i firmatari della legge 4 luglio 1959, n. 463, "Estensione dell'assicurazione obbligatoria per la invalidità, la vecchiaia ed i superstiti agli artigiani ed ai loro familiari", della legge 5 marzo 1963, n. 246, "Istituzione di una imposta sugli incrementi di valore delle aree fabbricabili" e della legge 21 luglio 1961, n. 685, "Ammissione dei diplomati degli istituti tecnici alle facoltà universitarie".
Scomparve nel luglio del 1969, dopo lunga malattia e solo pochi mesi dopo che suo figlio Enrico, al Congresso di Bologna del febbraio precedente, era stato eletto vicesegretario generale del PCI e successore "in pectore" di Luigi Longo.